# Basilique Saint-Josaphat de Milwaukee
La basilique Saint-Josaphat est un édifice religieux de l’Église catholique situé dans le quartier de Lincoln Village, à Milwaukee dans le Wisconsin aux États-Unis.
Elle est l’une des 62 basiliques mineures des États-Unis. Elle est dédiée à saint Josaphat Kountsevitch, et se rattache à l’archidiocèse de Milwaukee.
Depuis 1973, elle est inscrite au Registre national des lieux historiques.